# Campylaspis plicata
Campylaspis plicata är en kräftdjursart som beskrevs av Jones 1974. Campylaspis plicata ingår i släktet Campylaspis och familjen Nannastacidae. Inga underarter finns listade i Catalogue of Life.